# Luciobarbus microcephalus
Luciobarbus microcephalus es una especie de pez actinopterigio de la familia Cyprinidae. Descrito en el género Luciobarbus pero muy relacionado con los barbos y quizás sería más apropiado considerarlo como un subgénero de Barbus.
Este pequeño barbo mide hasta 26 cm como máximo. Es endémico de la península ibérica, en concreto de los tramos medios y bajos de los ríos de la cuenca del Guadiana en Portugal y España. Una población, probablemente introducida, se encuentra en un pequeño tramo del Tajo. Su hábitat natural son los ríos profundos de aguas lentas y los embalses.
Su número desciende en su reducida área de distribución natural, y está clasificado como Vulnerable por la IUCN. Hacia 2020 su población se habrá reducido probablemente a menos de la mitad de los que había a mediados del siglo XX. La principal causa de su declive es el uso insostenible de los embalses, así como la contaminación de las aguas, extracciones para riego y el represamiento. Algunos planes de represamientos, como el previsto en Alqueva pueden suponer severos impactos en las poblaciones de esta y otras especies. Las especies exóticas introducidas suponen un grave problema adicional para la conservación de la ictiofauna autóctona y endémica.
L. microcephalus se incluye en el Anexo V de la Directiva Hábitats de la Unión Europea para permitir la restricción legal de su pesca y, al igual que ocurre con Barbus capito, su pariente en Asia central, como especie protegida en el Apéndice III del Convenio relativo a la Conservación de la Vida Silvestre y del Medio Natural de Europa.